# Kamienica Borucha Zyberta w Warszawie
Kamienica Borucha Zyberta – zabytkowa kamienica znajdująca się przy ul. Poznańskiej 37 w Warszawie.

## Opis
Kamienica została wzniesiona w 1904.
W latach 1945–1958 mieszkał w niej poeta i pisarz Miron Białoszewski, którego upamiętnia znajdująca się na fasadzie kamienicy tablica pamiątkowa.
W 2009 kamienica została zreprywatyzowana. Zameldowanych było w niej wówczas 78 osób, z których część została eksmitowana. W 2014 w wyniku działań członków Stowarzyszenia Miasto Jest Nasze zachowano zabytkowy piec, o którym Białoszewski pisał w wierszu.